# Felicita e figli
Santa Felicita di Roma (ma nativa di Alife, secondo il Martirologio Beneventano del IX sec.) e i suoi sette Figli, denominati anche "Santi Sette Fratelli" (dalla pietà popolare detti pure Santi Sette Frati), sono venerati come martiri dalla Chiesa cattolica. La loro memoria liturgica è il 23 novembre per Felicita e il 10 luglio per Felice, Filippo, Vitale, Marziale, Alessandro, Silano e Gennaro.

## Il martirio

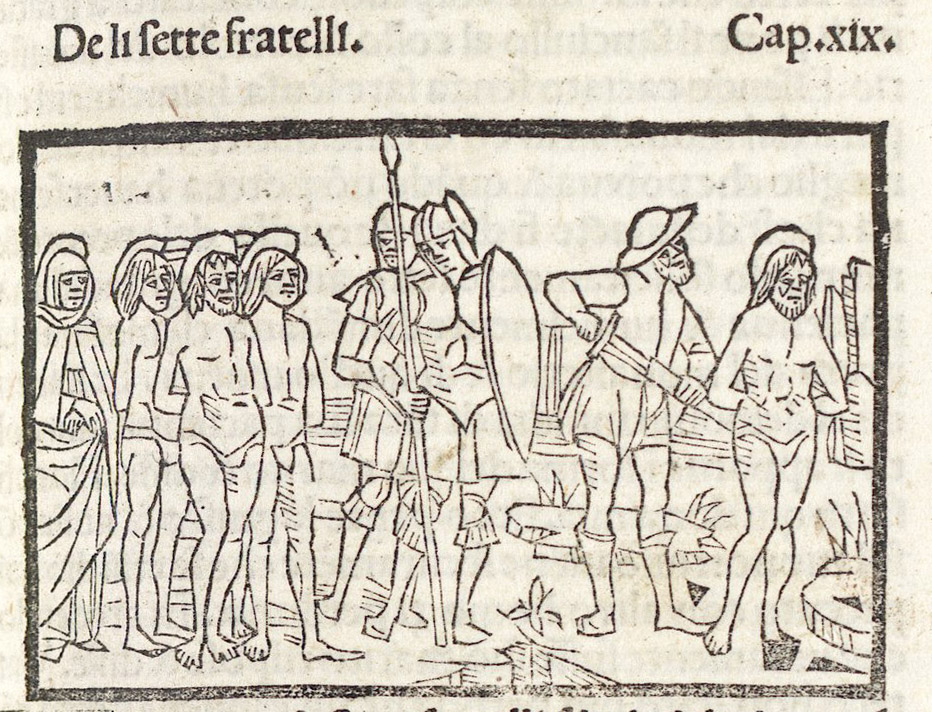
Il martirio di Felicita e dei sette figli nella Legenda Aurea (1497)

La Passio di Felicita, composta tra la fine del IV e l'inizio del V secolo, narra che, ricca vedova romana, fu accusata di pratiche cristiane durante l'impero di Antonino Pio (tra il 138 e il 161 d.C.). Dapprima fu interrogata da sola dal prefetto di Roma Publio, senza risultato. Il giorno dopo Publio fece condurre davanti a lei i sette figli (Gennaro, Felice, Filippo, Silano, Alessandro, Vitale e Marziale) che, a causa della loro fermezza nel rifiuto di rinnegare la fede, furono martirizzati uno alla volta con diversi supplizi. Infine anche Felicita fu uccisa.
Secondo vari studiosi il racconto ha caratteristiche leggendarie ed è improntato alla vicenda biblica dei sette fratelli Maccabei. I Padri Bollandisti a seguito di un riesame di tipo storico sui testi della Passio hanno messo in discussione l'esistenza della matrona romana Felicita, pur non escludendo la veridicità del martirio dei sette fratelli. Gli ultimi studi, le testimonianze archeologiche, le omelie dei Papi e le traslazioni delle reliquie sembrano invece confermarne l'autenticità e la veridicità storica.

## Il culto e l'iconografia
Il culto di Felicita di Roma (di cui si fa memoria il 23 novembre e da non confondere con l'omonima martire compagna di Perpetua) e dei suoi sette figli (di cui si fa memoria il 10 luglio) è attestato fin dal IV secolo: papa Bonifacio I (418 - 422) edificò una basilica sul sepolcro della santa, presso il cimitero di Massimo sulla via Salaria, dove fu sepolto lui stesso. Si ha notizia che presso questo sepolcro si soffermò in preghiera san Gregorio Magno. A Roma Felicita era particolarmente venerata dalle donne che volevano avere figli, e in genere come protettrice delle donne romane: il titolo di Felicitas cultrix Romanarum risale al V secolo. Oltre che in vari luoghi d'Italia, testimonianze del culto di Felicita si trovano in Austria, Germania e nelle Fiandre.
Le reliquie della martire sono ritenute presenti in molti luoghi. Tra cui Vergo Zoccorino (MB), Affile (RM), Firenze, Sacro Monte di Crea e altre località. Anche nella monumentale chiesa di Santa Maria della Pietà, nel quartiere della Kalsa a Palermo, in Sicilia, vie è il corpo di nome Felicita. Ma la martire venerata a Palermo è indicata come "Vergine" ed è festeggiata il 7 di novembre e non il 23 come la martire romana madre di sette figli, e come i casi precedenti si tratta di un corpo santo.
La venerazione in area beneventana, anch'essa molto antica, è legata alla traslazione di reliquie della santa a Benevento e dei Sette Fratelli ad Alife. Per quel che riguarda la traslazione dei corpi dei Sette Fratelli, secondo una congettura dello storico alifano Gianfrancesco Trutta, essa è avvenuta nel V sec., a seguito di un editto dell'imperatore bizantino Leone I detto il Grande (457-474) il quale dispose che i corpi dei martiri disseminati nei vari cimiteri e catacombe di Roma, fossero estumulati e ricollocati sotto i pavimenti delle Chiese. Ad Alife fu loro dedicata una chiesa che risulta tra le più antiche della diocesi, costruita sulle rovine del tempio di Giove, fuori Porta Beneventana dove, ancora oggi, è rimasto il toponimo "Sette Frati" per indicare quel quartiere. La chiesa alifana dei Santi Sette Fratelli era dotata di numerose rendite e possedimenti, come appare da molti documenti giunti fino a noi: essa aveva un soccorpo in cui vi erano sette nicchie scavate lungo le pareti in cui erano allocate le urne contenenti le spoglie dei Sette Fratelli, figli di Felicita, cittadina alifana. Grande venerazione ebbero questi santi dal popolo alifano, fino a quando, nell'anno 839, Sicardo, principe longobardo di Benevento, per la sua smania di collezionare reliquie di santi, giunto ad Alife con un nutrito esercito, le trafugò nottetempo e, con il pretesto che ad Alife i sepolcri dei sette martiri apparivano trascurati, le fece sistemare nel Duomo di Benevento, capitale del Principato, di cui la città di Alife, con la sua vasta contea, era un importante gastaldato. Come rilevasi da alcuni manoscritti conservati nella Biblioteca Capitolare dell'Arcidiocesi di Benevento, il vescovo Orso, su indicazione del predetto Sicardo, fa subito innalzare un altare in loro onore e lo benedice il 31 maggio 839, segno che la traslazione delle reliquie ai danni dei fedeli alifani era avvenuta prima. Lo stesso vescovo, poi, sempre nel Duomo beneventano, il successivo 23 aprile 840, fa costruire un altro altare e lo dedica a Santa Felicita, a San Martino Vescovo e a San Paolo Apostolo. Intanto, i corpi dei Sette Fratelli e di Felicita furono riposti sotto l'altare maggiore, dove sono rimasti per oltre undici secoli, tanto che se n'erano perse le tracce. Nel 1943, tra le macerie del Duomo di Benevento, distrutto durante la Seconda guerra mondiale, fu rinvenuta l'arca contenente le reliquie che, nel 1988, sono state ricomposte in un antico sarcofago in pietra che si può ammirare nella navata sinistra del Duomo, entrando dal portale d'ingresso.
In Irpinia è attestato il santuario della Madre e suoi figli a Rocca San Felice, nella diocesi di S. Angelo dei Lombardi, già presente nel XVI secolo, ma certamente più antico, che ha sostituito il celebre santuario italico di Mefitis nella Valle di Ansanto del secolo VI a.C., ad opera del santo presbitero San Felice da Nola, confessore e martire. Nel santuario sono custoditi una pala lignea del XV secolo, un olio su tela del martirio, una statua lignea della martire del XVII secolo e uno stupendo busto ligneo del XVIII secolo; sul petto di quest'ultima si conserva la reliquia di due denti molari.
Nel XV secolo esisteva un'abbazia dedicata a S. Felicita a Montefalcione (AV), oggi scomparsa, e nell'alto medioevo era documentata una chiesa dedicata a S. Felicita e Figli in Montemarano. Nella cattedrale di Nusco (AV) si conserva una tela del Cinquecento del martirio di S. Felicita, forse di provenienza dalla scomparsa chiesa montemaranese.
Il culto di Felicita e suoi figli si è diffuso nel medioevo ad opera dei padri verginiani e benedettini. Altre reliquie si conservano nella cattedrale di Alife, dove nel X secolo furono traslate da Roma: lo attesta una passio dell'XI secolo custodita nella Biblioteca Capitolare di Benevento. Si conservano in questa diocesi i reliquiari lignei del XIX secolo dei figli e della Santa Martire.
Il culto dei sette fratelli è diffuso in particolare in alcune località, sostenuto poi la traslazione di reliquie, che in alcuni casi è un corpo santo omonimo, che avrebbe dovuto sostenere il culto.
Tra le località ricordiamo:
- Garbagnate Milanese (MI), sono conservate le spoglie di San Gennaro, detto uno dei sette fratelli, ma in realtà è un corpo santo. Le reliquie erano già venerate a Milano, nella Chiesa di S. Maria in Aracoeli, demolita nel 1937, e situata in corrispondenza dell'attuale incrocio tra corso di Porta Nuova e via Fatebenefratelli.
- Bagnoli del Trigno (IS), sono conservate le spoglie di S. Vitale, detto uno dei sette fratelli, ma in realtà è un corpo santo
- Carrodano (SP), venera Santa Felicità e i sette fratelli
- Collarmele (AQ), venera Santa Felicità e i sette fratelli
- Fisto, frazione di Spiazzo (Tn) venera Santa Felicita e i sette fratelli
- Isca dello Ionio (CZ), venera e conserva una reliquia di S. Marziale
- Leno (BS), venera e conserva una reliquia dei Santi Vitale e Marziale
- Livagra (LO), venera e conserva le spoglie di S. Gennaro, che potrebbe essere uno dei santi fratelli, ma in realtà è un corpo santo
- Montagano (CB), venera S. Alessandro
- Montauro (CZ), venera tra i suoi compatroni un S. Alessandro, che potrebbe essere uno dei santi fratelli
- Montepaone (CZ), venera come patrono e conserva la reliquia in un busto di S. Felice, che potrebbe essere uno dei santi fratelli
- Ottobeuren (Germania), venera e conserva una reliquia di S. Alessandro, uno dei santi fratelli
- Ranica (BG), venera Santa Felicita e i sette fratelli
- Romagnano Sesia (NO), venera e sono conservate le spoglie di S. Silvano (Silano), ma in realtà è un corpo santo
- Sozzago (NO), venera S. Silvano (Silano)
- Torricella Peligna (CH), venera come patrono S. Marziale
- Turbigo (MI), venera “S. FELICITAS MARTIR CUIUS FESTUM EX VOTO COMUTIS TURBIGI CELEBRUN DIE VIGIEMO TERO NOVR OB LIBERATIONE A PESTE - M. GERARDINIS 1632” (traduzione: Santa Felicita martire di cui si celebra la festa per voto della comunità turbighese, il giorno 23 novembre, per la liberazione dalla peste, M. Gherardini, 1632).

L'iconografia più antica risale al V secolo: in un oratorio risalente a quel periodo, scoperto nel 1812 vicino alle Terme di Traiano, la santa è rappresentata in piedi contornata dai sette figli; in altri casi mostra un piatto o una spada con le loro teste mozzate, come nell'illustrazione che figura in questa pagina; altre volte è ritratta in trono, in posizione ieratica e solenne, sempre attorniata dai figli; più rara l'iconografia che la rappresenta come madre afflitta.

## Il toponimo
Il legame con i Sette Fratelli è presente nella denominazione del comune di Settefrati (FR), con sicura derivazione dal culto di Felicita e dei figli, attestato anche dalla presenza di due chiese, l'una dedicata ai Santi Sette Fratelli, e l'altra a Santa Felicita, e di una cappellina, pure dedicata a Santa Felicita, nella frazione di Pietrafitta; in Umbria, nei pressi della località anch'essa denominata, per una singolare coincidenza, Pietrafitta di Piegaro, c'è l'antica abbazia dei Sette Frati; in Lombardia, a Rivalta sul Mincio, nel comune di Rodigo, c'è una chiesa dedicata ai santi Sette Frati, da cui prende il nome anche una strada. Altre non infrequenti attestazioni toponomastiche (es. la spiaggia Settefrati a Cefalù, Portella dei Sette Frati, Monte Sette Frati, Sette Fraris in Sardegna) non sempre sono sicuramente collegate a questo culto, e in qualche caso potrebbero essere ricondotte alla numerosa serie di nomi di luoghi composti col numero sette, cui è notoriamente attribuito un valore magico. Nel caso dell'Oratorio dei Sette Fratelli, a Traona, in provincia di Sondrio, una leggenda locale sull'origine della chiesa sembra mescolare elementi mitico-fiabeschi a elementi di tipo agiografico in qualche modo riconducibili al culto dei sette fratelli santi.
In Abruzzo, a Mosciano Sant'Angelo c'è un convento francescano dedicato a Santa Felicita e figli martiri (i Santi Sette Fratelli). Il monastero, inizialmente benedettino, fu costruito nell'XI secolo e dipendeva dall'Abbazia di Montecassino, tanto che nel 1065 compare tra i possedimenti diretti più importanti, rappresentati sulle porte bronzee del Monastero, fatte costruire dall'Abate Desiderio.

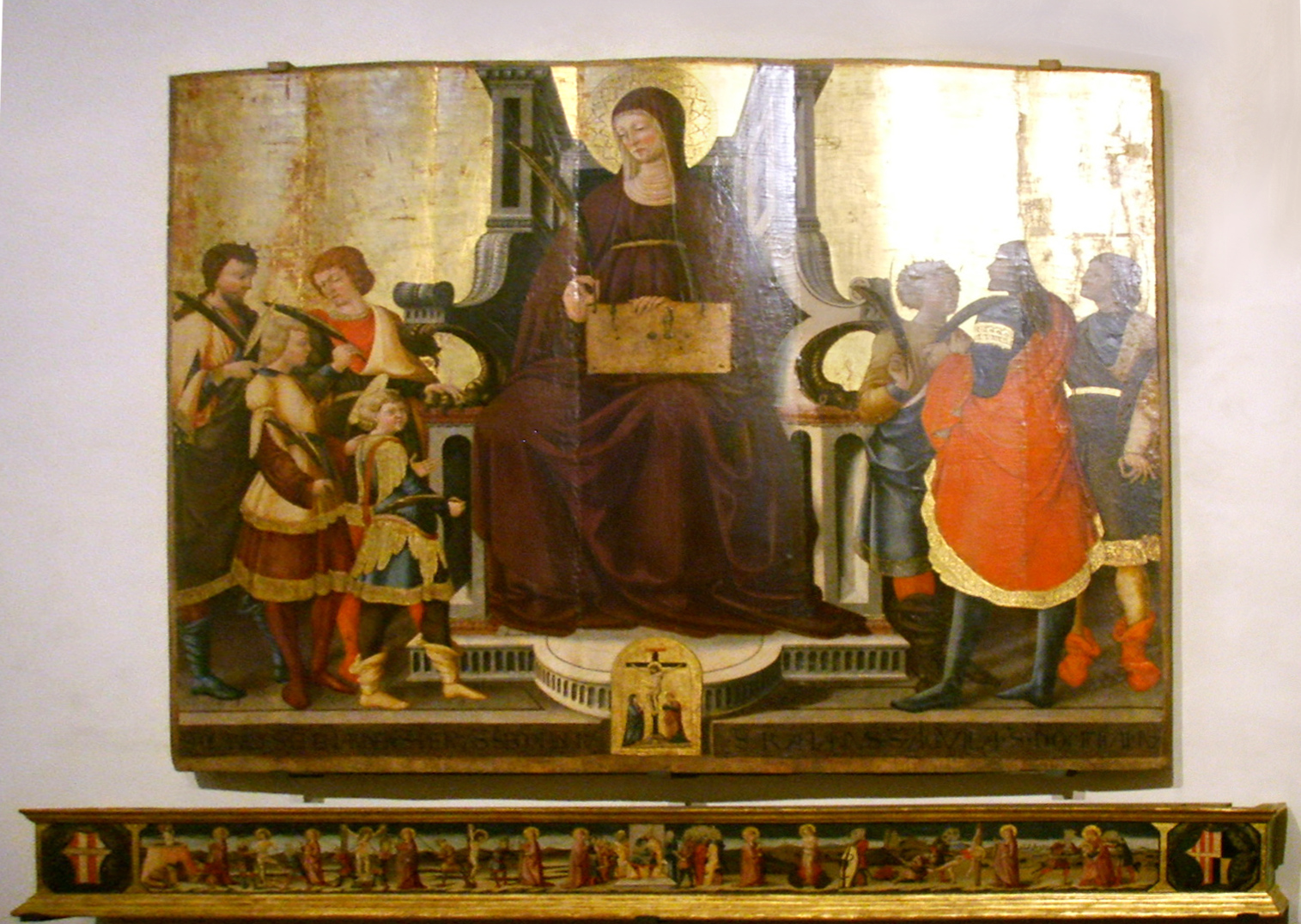
Neri di Bicci, Santa Felicita e i suoi sette figli, con predella. Firenze, Chiesa di Santa Felicita